# Самуилова Тврђава (Благоевград)
Самуилова Тврђава (буг. Самуилова крепост) је насељено место у општини Петрич у области Благоевград, Бугарска. Према попису из 2021. године било је без становника.
Насеље је било махала села Кључ.